# Alfred Wilhelm Dove
Alfred Wilhelm Dove (Berlino, 4 aprile 1844 – Friburgo in Brisgovia, 19 gennaio 1916) è stato uno storico tedesco.
Diresse vari settimanali e lasciò un romanzo storico, Caracosa (1894)

## Opere
- Die Doppelchronik von Reggio und die Quellen Salimbenes. (Leipzig 1873)
- Das Zeitalter Friedrichs des Grossen und Josephs II. (Gotha 1883)
- Der Wiedereintritt des nationalen Prinzips in die Weltgeschichte: Akademische Festrede zur Stiftungsfeier und Preisvertheilung an der Universität Bonn; gehalten am 3. August 1890 (Bonn 1890)
- Großherzog Friedrich von Baden: als Landesherr und deutscher Fürst (Heidelberg 1902)